# Nadežda Petrović
Nadežda Petrović (in serbo Надежда Петровић?; Čačak, 11 ottobre 1873 – Valjevo, 3 aprile 1915) è stata una pittrice serba e una delle donne pioniere della fotografia di guerra nella regione.
Considerata la più famosa impressionista e fauvista della Serbia, fu la più importante pittrice serba del suo tempo.

## Biografia

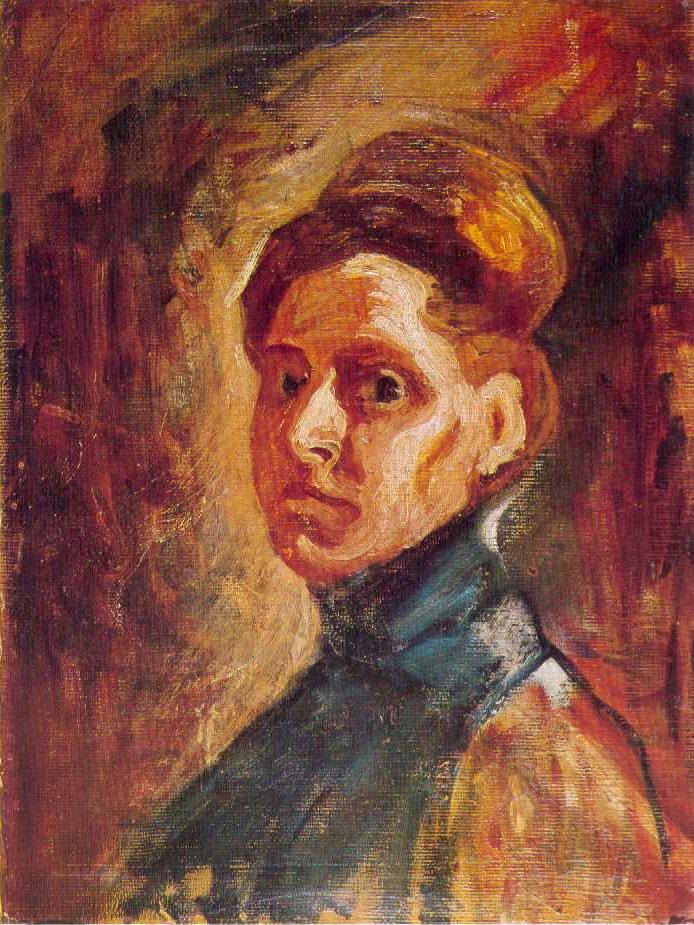
Autoritratto di Petrović (1907), in mostra al Museo Nazionale della Serbia

Nadežda Petrović nacque a Čačak, nel Principato di Serbia, da Dimitrije e Mileva Petrović. Aveva nove fratelli, tra cui lo scrittore e diplomatico Rastko Petrović. Sua madre Mileva era un'insegnante di scuola e una parente dell'importante politico serbo Svetozar Miletić . Suo padre insegnava arte e letteratura e amava collezionare opere d'arte e in seguito continuò a lavorare come esattore delle tasse e a scrivere di pittura. Si ammalò alla fine del 1870, costringendo la famiglia a trasferirsi nella città di Karanovac (oggi Kraljevo) prima del loro eventuale trasferimento a Belgrado nel 1884. La casa in cui vivevano fu successivamente distrutta dalla Luftwaffe durante la seconda guerra mondiale.
Mostrando il suo talento, Petrović fu seguita da Đorđe Krstić e frequentò la scuola femminile di istruzione superiore, dove si diplomò nel 1891. Nel 1893 divenne insegnante di arte a scuola e in seguito insegnò all'università femminile di Belgrado. Successivamente ottenne un finanziamento dal Ministero della Pubblica Istruzione serbo per studiare arte nella scuola privata di Anton Ažbe a Monaco di Baviera. Qui incontrò i pittori Rihard Jakopič, Ivan Grohar, Matija Jama, Milan Milovanović, Kosta Milićević e Borivoje Stevanović. Incontrò anche pionieri dell'arte moderna come Wasilij Kandinskij, Alexej von Jawlensky, Julius Exter e Paul Klee.
Mentre era a Monaco inviava regolarmente lettere ai suoi genitori in Serbia e chiedeva sempre loro di inviarle giornali e libri che dettagliavano gli ultimi avvenimenti nel paese. La sua dedizione per le sue opere d'arte mise a dura prova la sua vita personale e nel 1898 annullò il suo fidanzamento con un dipendente pubblico dopo che la madre dell'uomo chiese una dote inaccettabilmente alta. Petrović tornò in Serbia nel 1900 e visitò regolarmente musei e gallerie, partecipò a concerti e produzioni teatrali. Inoltre dedicò gran parte del suo tempo all'apprendimento delle lingue straniere. La sua prima mostra individuale ebbe luogo a Belgrado lo stesso anno. Contribuì a organizzare la prima mostra d'arte jugoslava e la prima colonia d'arte jugoslava.
Nel 1902 Petrović iniziò a insegnare nella scuola femminile di istruzione superiore. L'anno seguente cofondò il Circolo delle sorelle serbe, un'organizzazione umanitaria dedicata ad aiutare i serbi etnici in Kosovo e Macedonia controllati dall'Impero ottomano. Nel 1904 Petrović si ritirò nella sua casa di famiglia a Resnik, dove si concentrò sui suoi dipinti. Una delle sue opere più famose, Resnik, fu completata durante il suo soggiorno qui. Nel corso degli anni successivi fu coinvolta nei circoli patriottici serbi. Aiutò i poveri nella vecchia Serbia e protestò contro l'annessione austro-ungarica della Bosnia ed Erzegovina . Nel 1910 si recò a Parigi per visitare lo scultore Ivan Meštrović. Rimase in Francia fino alla morte di suo padre, dunque tornò in Serbia nell'aprile 1911. Al suo ritorno riprese a insegnare alla scuola femminile di istruzione superiore.

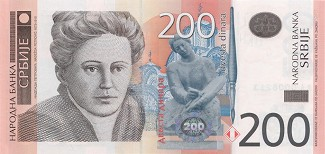
Nadežda Petrović su una banconota serba da 200 dinari

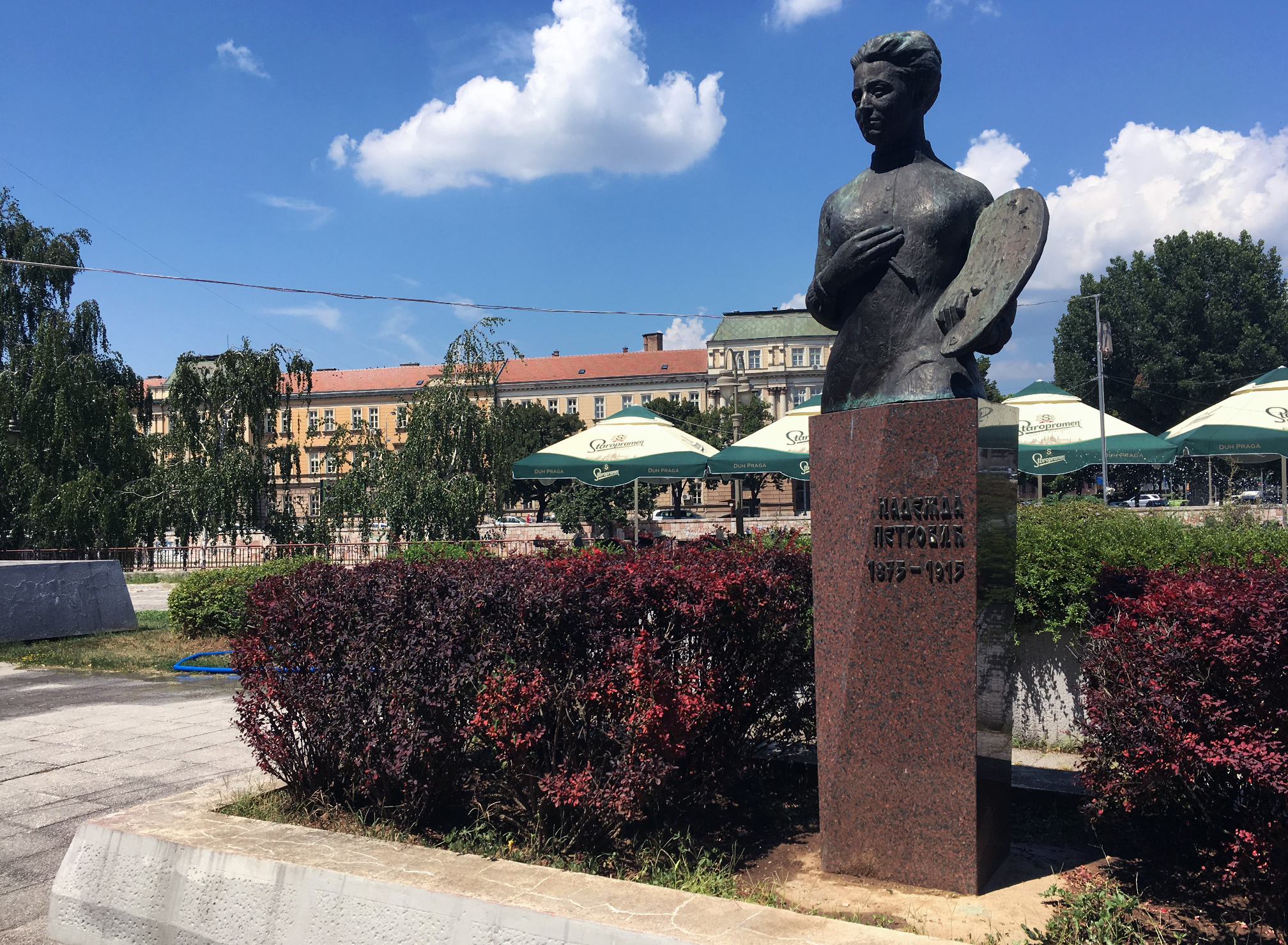
Monumento dedicato a Nadežda Petrović a Niš.

Nel 1912 sua madre morì. Con lo scoppio delle guerre balcaniche poco dopo, Petrović si offrì volontaria come infermiera finché non contrasse il tifo e il colera nel 1913.
Negli ultimi anni della sua vita continuò a dipingere e a produrre piccole tele, come il suo capolavoro post impressionista Ospedale Valjevo (in serbo Valjevska bolnica?). Il professor Andrew Wachtel ha elogiato il dipinto per le sue pennellate audaci e colori brillanti e per la sua rappresentazione di una serie di tende bianche contro un paesaggio espressionista, quasi fauvista, di verde, arancione e rosso.
Petrović si trovava in Italia quando l'Impero austro-ungarico dichiarò guerra al Regno di Serbia nel 1914. Tornò immediatamente a Belgrado per assistere l'esercito serbo. Morì di tifo nell'ospedale di Valjevo nel 1915.
Dopo la sua morte le è stata dedicata una banconota da 200 dinari. Il Memorial Nadežda Petrović è una delle più antiche manifestazioni d'arte della regione, dedicato a ricordare l'opera dell'artista.